# SMS Erzherzog Ferdinand Max (1865)
SMS Erzherzog Ferdinand Max – pierwszy z dwóch okrętów pancernych typu Erzherzog Ferdinand Max zbudowanych dla Österreiche Marine. Położenie stępki pod okręt odbyło się w październiku 1863 roku w stoczni Stabilimento Tecnico Triestino. Okręt został zwodowany w maju 1865 roku i ukończony w czerwcu 1866 roku, w momencie wybuchu wojny prusko-austriackiej. Pierwotnie okręty miały być wyposażone w działa gwintowane sprowadzone z Prus, lecz z powodu wojny musiano je zastąpić szesnastoma gładkolufowymi działami 48-funtowymi.
Stacjonujący na Adriatyku, „Erzherzog Ferdinand Max” był okrętem flagowym floty austriackiej pod dowództwem kontradmirała Wilhelma von Tegetthoffa. Wziął udział w bitwie pod Lissą w lipcu 1866 roku, podczas której staranował i zatopił włoski okręt pancerny „Re d’Italia”. W wyniku staranowania okręt doznał lekkich uszkodzeń dziobu, które naprawiono na Malcie po zakończeniu wojny. Okręt pozostawał w austro-węgierskiej flocie przez następne 20 lat, lecz ze względu na znaczne zmniejszenie budżetu marynarki, spowodowane węgierskim brakiem zainteresowania sprawami morskimi, jego dalsza służba była pozbawiona wydarzeń. Został przezbrojony w nowsze działa w 1874 i ponownie 1882 roku. Skreślony z rejestru floty w maju 1886 roku, w latach 1889-1908 służył jako tender dla morskiej szkoły artylerii. Okręt pozostał w marynarce do 1916 roku, kiedy został sprzedany na złom.

## Konstrukcja
SMS „Erzherzog Ferdinand Max” miał 79,97 m długości między pionami i 83,75 m długości całkowitej. Jego szerokość wynosiła 15,96 m, a średnie zanurzenie 7,14 m. Wypierał 5130 ton. Załoga składała się z 511 oficerów i marynarzy. Napęd składał się z pojedynczej poziomej 2-cylindrowej maszyny parowej pojedynczego rozprężania, zbudowanej w stoczni Stabilimento Tecnico w Fiume. Maszyna napędzała pojedynczą śrubę. Nie przetrwały żadne dane o liczbie ani typie opalanych węglem kotłów parowych. Układ napędowy miał moc 2925 KM, co pozwalało na rozwinięcie prędkości 12,54 węzła.
„Erzherzog Ferdinand Max” był pancernikiem bateryjnym i był uzbrojony w 16 ładowanych odprzodowo 48-funtowych armat. Okręt przenosił również kilka dział mniejszego kalibru, w tym cztery armaty 8-funtowe i dwie 3-funtowe. Burty były drewniane i chronione przez pas kutego żelaza, który miał grubość 123 mm na śródokręciu i 87 mm na dziobie i rufie.

## Służba
Stępka pod „Erzherzoga Ferdinanda Maxa” została położona 6 maja 1863 roku w stoczni Stabilimento Tecnico Triestino w Trieście. Okręt został zwodowany 24 maja 1865 roku. Wybuch wojny prusko-austriackiej w czerwcu 1866 roku zmusił stocznię do zakończenia prac wykończeniowych możliwie jak najszybciej. Również ze względu na wojnę nie zostały dostarczone ciężkie działa zamówione u Kruppa. Zamiast nich okręt został wyposażony w stare gładkolufowe armaty. Wilhelm von Tegetthoff został awansowany do stopnia kontradmirała, objął dowodzenie całą austriacką flotą i od razu zarządził mobilizację. Gdy okręty były już w pełni obsadzone, rozpoczęły się ćwiczenia w Fasanie. 27 czerwca Tegetthoff, na pokładzie „Erzherzoga Ferdinanda Maxa”, zabrał flotę w pobliże Ankony, by sprowokować Włochów do wyjścia w morze, ale włoski dowódca, admirał Carlo di Persano nie zdecydował się podjąć walki. Tegetthoff ponowił próbę 6 lipca, ale włoska flota ponownie pozostała w porcie.

### Bitwa pod Lissą

Szyk eskadr przed bitwą. Pełnym kolorem oznaczono okręty pancerne.

16 lipca Persano wyprowadził swoją flotę z Ankony i skierował się w stronę wyspy Lissa, do której dotarł dwa dni później. Razem z główną flotą złożoną z 12 okrętów pancernych, pod wyspę przybyły również transportowce z zaokrętowanymi 3000 żołnierzami. Następne dwa dni Włosi spędzili bombardując austriackie pozycje i nieskutecznie próbując wysadzić desant. Między 17 a 19 lipca Tegetthoff otrzymał kilka telegramów informujących o włoskim ataku, lecz na początku uważał je za fałszywe, wierząc, że miały one za zadanie wyciągnięcie austriackiej floty z jej baz w Puli i Wenecji. Dopiero rankiem 19 lipca zrozumiał, że Lissa rzeczywiście jest włoskim celem i poprosił o pozwolenie na atak. Gdy flota Tegetthoffa przybyła w okolice Lissy 20 lipca, włoskie okręty ustawione były w szyku do kolejnej próby lądowania. Włosi podzieleni byli na trzy grupy, z których tylko dwie mogły skoncentrować się na czas, by przeciwstawić się Austriakom. Tegetthoff uformował swoje okręty pancerne w szyk klinowy, z prowadzącym „Erzherzogiem Ferdinandem Maxem” na środku; drewniane okręty z drugiego i trzeciego dywizjonu podążyły za nimi w takich samych formacjach.

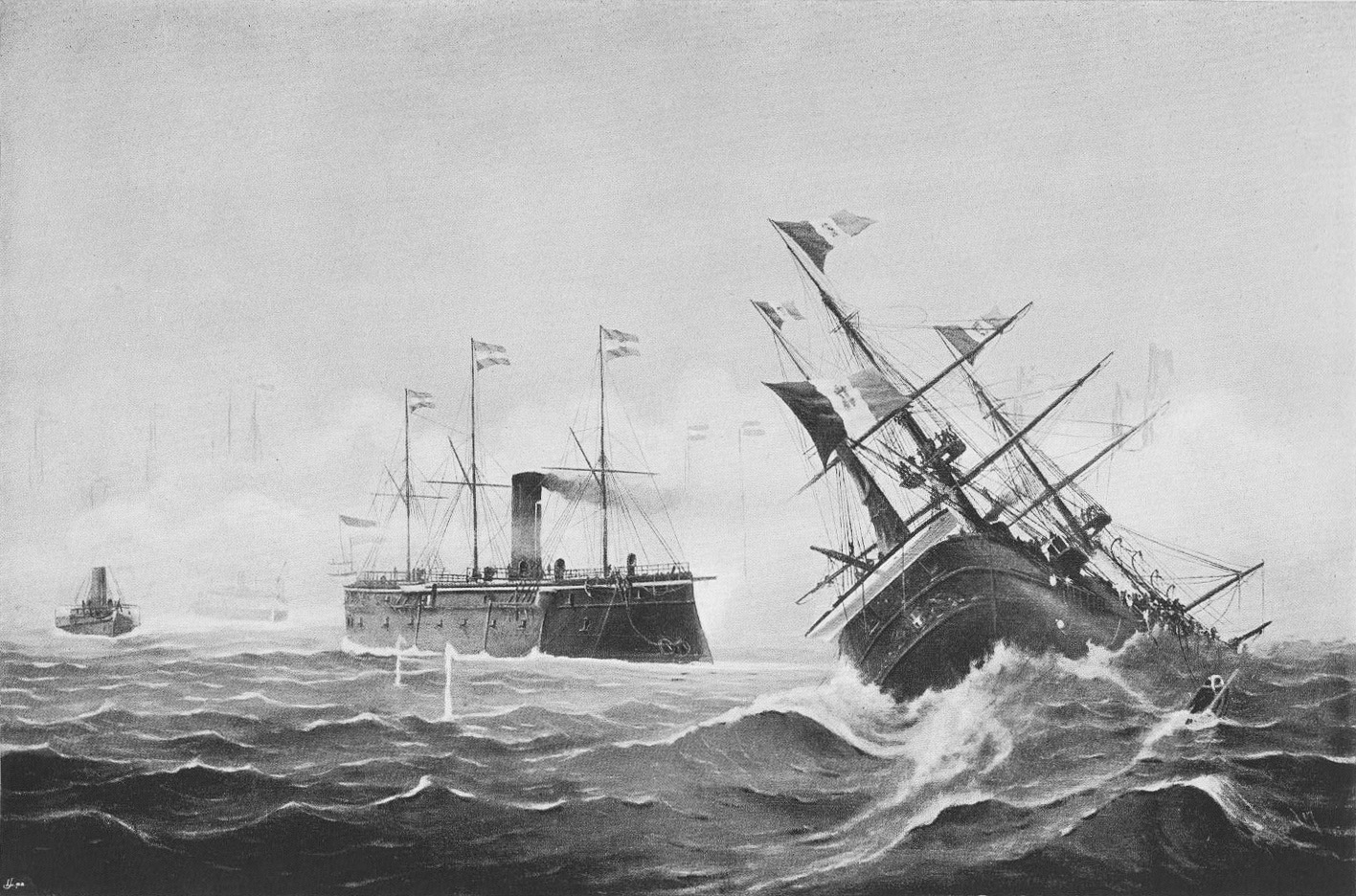
„Re d’Italia” obraca się po staranowaniu przez „Erhzerzoga Ferdinanda Maxa”

W trakcie formowania szyku swoich okrętów Persano przeniósł się ze swojego okrętu flagowego, „Re d’Italia”, na „Affondatore”. To wytworzyło wyrwę we włoskiej formacji i Tegetthoff skorzystał z okazji, by rozdzielić włoską flotę i rozpocząć walkę na bliski dystans. „Erzherzog Ferdinand Max” przepłynął przez wyrwę, ale nie udało mu się staranować żadnego nieprzyjacielskiego okrętu, przez co musiał zawrócić i podjąć jeszcze jedną próbę. Podczas drugiego podejścia austriacki ogień uszkodził ster „Re d’Italii”, uniemożliwiając jej manewrowanie. Tegetthoff wykorzystał okazję by staranować włoski okręt i rozkazał zwiększyć prędkość „Erzherzoga Ferdinanda Maxa” do maksymalnej. Po dwóch zderzeniach, które odbyły się pod zbyt ostrym kątem by spowodować poważne uszkodzenia, „Erzherzog Ferdinand Max” ugodził włoski okręt bardziej prosto. Taran austriackiego okrętu wyrwał dziurę w kadłubie „Re d’Italii” od strony lewej burty. Następnie „Erzherzog Ferdinand Max” zawrócił, a „Re d’Italia” przechyliła się na lewą burtę i zatonęła niedługo potem. Początkowo Tegetthoff rozkazał załodze spuścić łodzie by uratować włoskich rozbitków, lecz w związku ze zbliżającym się włoskim pancernikiem „San Martino” musiał porzucić ten pomysł, aby jego okręt nie stał się nieruchomym celem. Zamiast tego zadanie podjęcia rozbitków przekazał awizu „Kaiserin Elizabeth”, podczas gdy „Erzherzog Ferdinand Max” miał związać walką „San Martino”. Jednak pozostałe włoskie okręty nie zdały sobie sprawy z tego, że „Kaiserin Elizabeth” zamierza podjąć włoskich marynarzy i otworzyły do niego ogień, który odciągnął go od rozbitków.
Do tego czasu okręt obrony wybrzeża „Palestro” płonął, by niedługo później zostać zniszczonym przez wybuch magazynu amunicji. Persano przerwał bitwę i, mimo że wciąż miał przewagę liczebną nad Austriakami, nie zdecydował się przeprowadzić kontrataku swymi zdemoralizowanymi siłami. Ponadto jego flocie kończyły się amunicja i węgiel. Włosi, a następnie Austriacy, zaczęli się wycofywać; Tegetthoff postanowił oddalić się na bezpieczny dystans, by nie ryzykować utraty swojego sukcesu. Po zapadnięciu zmroku obie floty kierowały się już w stronę swoich baz w Ankonie i Puli. W czasie bitwy „Erzherzog Ferdinand Max” wystrzelił 156 pocisków. Na swoim pokładzie okręt utrzymywał grupy abordażowe gotowe do zaatakowania włoskich okrętów, lecz w czasie bitwy nie nadarzyła się żadna taka okazja; okręty napędzane parą mogły po prostu wziąć kurs wstecz i wycofać się zanim grupy abordażowe mogły przejść na wrogi okręt. „Erzherzog Ferdinand Max” nie został znacznie uszkodzony przez włoski ogień i próby taranowania. Jedynymi uszkodzeniami było kilka obruszonych płyt pancernych i zdarta farba z kadłuba w miejscach zderzenia z „Re d’Italią”.

### Dalsza służba
Po powrocie do Puli Tegetthoff utrzymywał swoją flotę na północnym Adriatyku, gdzie prowadziła działania rozpoznawcze przeciwko możliwemu włoskiemu atakowi. Jednak włoskie okręty nigdy się nie pojawiły, a 12 sierpnia oba państwa podpisały rozejm w Cormons. To zakończyło walki i doprowadziło do traktatu wiedeńskiego w 1866 roku. Pomimo że Austriacy pokonali Włochów w bitwach pod Lissą i Custozą, sami zostali doszczętnie pobici przez Prusy pod Sadową. W rezultacie Austria, która w 1867 roku na mocy ugody austriacko-węgierskiej stała się Austro-Węgrami, zmuszona była oddać Włochom Wenecję. Każda połowa monarchii dualistycznej mogły zawetować decyzje drugiej części, przez co, ze względu na brak zainteresowania Węgrów ekspansją morską, znacząco ograniczono budżet na marynarkę wojenną. Jednym z natychmiastowych skutków wojny było rozbrojenie i wycofanie ze służby znacznej liczby austriackich okrętów. „Erzherzog Ferdinand Max” udał się do stoczni Royal Navy na Malcie w celu naprawy dziobu.
W 1869 roku cesarz Franciszek Józef I wypłynął na pokładzie swojego jachtu „Greif” w rejs po Morzu Śródziemnym. „Erzherzog Ferdinand Max”, jego siostrzany okręt „Habsburg” oraz dwa bocznokołowce eskortowały cesarza w czasie rejsu do Port Saidu u ujścia Kanału Sueskiego. Dwa okręty pancerne pozostały na Morzu Śródziemnym, podczas gdy pozostałe statki przepłynęły przez kanał na Morze Czerwone w towarzystwie cesarzowej Eugenii na pokładzie jej własnego jachtu. Austro-węgierskie okręty ostatecznie powróciły do Triestu w grudniu.
W 1874 roku okręt został przezbrojony w czternaście ładowanych odprzodowo armat Armstrong kal. 178 mm i cztery lżejsze działa. W 1882 roku okręt został ponownie przezbrojony poprzez dodanie czterech ładowanych odtylcowo dział kal. 90 mm, dwóch odtylcowych dział kal. 70 mm, dwa szybkostrzelne działka rewolwerowe kal. 47 mm i trzy kartaczownice kal. 25 mm. „Erzherzog Ferdinand Max” został skreślony z rejestru floty 19 maja 1886 roku i jego uzbrojenie zredukowane zostało do ośmiu dział kal. 100 mm. Te zostały usunięte w następnym roku i zastąpione jednym działem kal. 260 mm i jednym kal. 240 mm. W latach okręt 1889-1908 służył jako tender dla morskiej szkoły artylerii. Okręt pozostał w marynarce do 1916 roku, kiedy został sprzedany na złom.